# 熱列緬卡河
50°16′34″N 29°01′24″E / 50.27611°N 29.02333°E
熱列緬卡河（烏克蘭語：Жерем'янка），是烏克蘭的河流，位於該國北部，屬於伊維揚卡河的支流，河道全長12公里，流域面積41.5平方公里，流經日托米爾州，河口處在哈里托尼夫卡以南。